# Опицвет
Опи́цвет (болг. Опицвет) — село в Софійській області Болгарії. Входить до складу общини Костинброд.

## Населення
За даними перепису населення 2011 року у селі проживали 412 осіб.
Національний склад населення села:
| Національність   | Кількість осіб | Відсоток |
| ---------------- | -------------- | -------- |
| болгари          | 397            | 97,1%    |
| цигани           | 12             | 2,9%     |
| турки            | 0              | 0%       |
| інша             | 0              | 0%       |
| не визначились   | 0              | 0%       |
| Всього відповіли | 409            |          |

Розподіл населення за віком у 2011 році:
Динаміка населення: